# Kazehakase
Kazehakase (風博士?) è un browser web per sistemi operativi Unix-like che usa le librerie GTK+2. Come Galeon, Skipstone ed Epiphany, Kazehakase incorpora il motore di rendering Gecko. Tuttavia, l'autore ha pianificato di aggiungere la possibilità di passare da un motore di rendering all'altro (ad esempio GtkHTML, Gtk+ WebCore, Dillo, w3m).
Le caratteristiche principali sono:
- Supporto per l'RSS e per le sue varianti giapponesi LIRS e HINA-DI
- Drag-and-drop dei tab del browser
- Supporto ai gesti del mouse
- Importazione dei segnalibri da Mozilla Firefox, Mozilla Application Suite, Netscape Browser, Galeon, Konqueror, e w3m; bookmark condivisi (con XBEL)
- "Smart Bookmark" programmabili con espressioni regolari
- Possibilità di attuare ricerche di testo nella cronologia del browser.

Il browser prende il nome dalla novella Kazehakase dello scrittore giapponese Ango Sakaguchi.
Kazehakase è software libero distribuito secondo i termini della GNU General Public License.
Alcune distribuzioni Linux includono Kazehakase, nella loro installazione standard, di default o come opzione:
- Fluxbuntu
- Ubuntu Lite

Altre distribuzioni includono versioni di Kazehakase nei loro repository.